# Cassagnella
Genre
Cassagnella est un genre de collemboles de la famille des Brachystomellidae.

## Distribution
Les espèces de ce genre se rencontrent en Amérique du Sud et en Océanie.

## Liste des espèces
Selon Checklist of the Collembola of the World (version du 22 novembre 2019) :
- Cassagnella alba Najt & Massoud, 1974
- Cassagnella anomala (Womersley, 1933)
- Cassagnella sergioi (Najt, 1973)

## Étymologie
Ce genre est nommé en l'honneur de Paul Cassagnau.

## Publication originale
- Najt & Massoud, 1974 : Contribution à l’étude des Brachystomellinae (Insectes, Collemboles). I. - Nouvelles espèces récoltées en Argentine. Revue d'Ecologie et de Biologie du Sol, vol. 11, no 3, p. 367-372.